# Liste des œuvres de Marcel Remacle
Cette page recense les œuvres publiées par Marcel Remacle.

## Albums
| Série                        | Titre                                     | co-auteurs           | Date de parution | Maison d'édition              | Première publication |
| ---------------------------- | ----------------------------------------- | -------------------- | ---------------- | ----------------------------- | -------------------- |
| Le Vieux Nick et Barbe-Noire | Pavillons noirs                           |                      | 1960             | Dupuis                        | oui                  |
| Le Vieux Nick et Barbe-Noire | Le Vaisseau du Diable                     |                      | 1960             | Dupuis                        | oui                  |
| Le Vieux Nick et Barbe-Noire | Les Mangeurs de citrons                   |                      | 1961             | Dupuis                        | oui                  |
| Le Vieux Nick et Barbe-Noire | L'Île de la main ouverte                  | Vicq                 | 1962             | Dupuis                        | oui                  |
| Le Vieux Nick et Barbe-Noire | Les Mutinés de la Sémillante              |                      | 1962             | Dupuis                        | oui                  |
| Le Vieux Nick et Barbe-Noire | Dans la gueule du dragon                  |                      | 1963             | Dupuis                        | oui                  |
| Le Vieux Nick et Barbe-Noire | L'Humour prend la mer                     |                      | 1964             | Dupuis (Gag de poche)         | oui                  |
| Le Vieux Nick et Barbe-Noire | Aux mains des Akwabons                    |                      | 1964             | Dupuis                        | oui                  |
| Le Vieux Nick et Barbe-Noire | Sa Majesté se rebiffe                     | Vicq                 | 1964             | Dupuis                        | oui                  |
| Le Vieux Nick et Barbe-Noire | Pavillons noirs                           |                      | 1964             | Dupuis (Gag de Poche)         | non                  |
| Le Vieux Nick et Barbe-Noire | L'Or du « El Terrible »                   |                      | 1965             | Dupuis                        | oui                  |
| Hultrasson                   | Fais-moi peur Viking                      | Vicq et Marcel Denis | 1965             | Dupuis                        | oui                  |
| Le Vieux Nick et Barbe-Noire | Le Vaisseau du Diable                     |                      | 1965             | Dupuis (Gag de Poche)         | non                  |
| Bobosse                      | La Forêt silencieuse                      |                      | 1966             | Dupuis (Gag de Poche)         | oui                  |
| Le Vieux Nick et Barbe-Noire | Le Trois-mâts fantôme                     |                      | 1967             | Dupuis                        | oui                  |
| Hultrasson                   | Hultrasson chez les Scots                 | Vicq et Marcel Denis | 1967             | Dupuis                        | oui                  |
| Le Vieux Nick et Barbe-Noire | Les Boucaniers                            |                      | 1967             | Dupuis                        | oui                  |
| Hultrasson                   | Hultrasson perd le nord                   | Vicq et Marcel Denis | 1968             | Dupuis                        | oui                  |
| Le Vieux Nick et Barbe-Noire | Barbe-Noire et les Indiens                |                      | 1968             | Dupuis                        | oui                  |
| Le Vieux Nick et Barbe-Noire | Les Mésaventures de Barbe-Noire           |                      | 1969             | Dupuis                        | oui                  |
| Le Vieux Nick et Barbe-Noire | Les Commandos du Roy                      | Marcel Denis         | 1969             | Dupuis                        | oui                  |
| Le Vieux Nick et Barbe-Noire | Barbe-Noire aubergiste                    | Marcel Denis         | 1971             | Dupuis                        | oui                  |
| Le Vieux Nick et Barbe-Noire | La Prise de Canapêche                     | Maurice Tillieux     | 1972             | Dupuis                        | oui                  |
| Le Vieux Nick et Barbe-Noire | Barbe-Noire joue et perd                  |                      | 1973             | Dupuis                        | oui                  |
| Le Vieux Nick et Barbe-Noire | Le Feu de la colère                       |                      | 1974             | Dupuis                        | oui                  |
| Le Vieux Nick et Barbe-Noire | Sous la griffe de Lucifer                 |                      | 1975             | Dupuis                        | oui                  |
| Le Vieux Nick et Barbe-Noire | Les Nouvelles Mésaventures de Barbe-Noire |                      | 1976             | Dupuis                        | oui                  |
| Le Vieux Nick et Barbe-Noire | La Princesse et le pirate                 |                      | 1978             | Dupuis                        | oui                  |
| Le Vieux Nick et Barbe-Noire | Sous les voiles                           |                      | 1979             | Dupuis                        | oui                  |
| Le Vieux Nick et Barbe-Noire | Pavillons noirs                           |                      | 1979             | Héritage                      | non                  |
| Le Vieux Nick et Barbe-Noire | Pavillons noirs                           |                      | 1979             | Horus                         | non                  |
| Le Vieux Nick et Barbe-Noire | Barbe-Noire, Hercule et Cie               |                      | 1981             | Dupuis                        | oui                  |
| Le Vieux Nick et Barbe-Noire | Le Mal étrange                            |                      | 1982             | Dupuis                        | oui                  |
| Le Vieux Nick et Barbe-Noire | Barbe-Noire prend des risques             |                      | 1983             | Dupuis                        | oui                  |
| Le Vieux Nick et Barbe-Noire | L'Île rouge                               |                      | 1985             | Dupuis                        | oui                  |
| Le Vieux Nick et Barbe-Noire | L'Or du « El Terrible »                   |                      | 1991             | Jourdan                       | non                  |
| Le Vieux Nick et Barbe-Noire | La Prise de Canapêche                     | Maurice Tillieux     | 1991             | Jourdan                       | non                  |
| Le Vieux Nick et Barbe-Noire | Barbe-Noire joue et perd                  |                      | 1991             | Jourdan                       | non                  |
| Le Vieux Nick et Barbe-Noire | Le Feu de la colère                       |                      | 1991             | Jourdan                       | non                  |
| Le Vieux Nick et Barbe-Noire | Sous la griffe de Lucifer                 |                      | 1992             | Jourdan                       | non                  |
| Le Vieux Nick et Barbe-Noire | Les Nouvelles Mésaventures de Barbe-Noire |                      | 1992             | Jourdan                       | non                  |
| Le Vieux Nick et Barbe-Noire | Sous les voiles                           |                      | 1992             | Jourdan                       | non                  |
| Le Vieux Nick et Barbe-Noire | Pavillons noirs                           |                      | 2005             | Le Coffre à BD & Taupinambour | non                  |
| Bobosse                      | La Forêt silencieuse                      |                      | 2005             | Le Coffre à BD & Taupinambour | non                  |
| Le Vieux Nick et Barbe-Noire | Le Vaisseau du Diable                     |                      | 2006             | Le Coffre à BD & Taupinambour | non                  |
| Le Vieux Nick et Barbe-Noire | Pavillons noirs                           |                      | 2007             | Le Coffre à BD                | non                  |
| Le Vieux Nick et Barbe-Noire | Le Vaisseau du Diable                     |                      | 2007             | Le Coffre à BD                | non                  |
| Le Vieux Nick et Barbe-Noire | Les Mangeurs de citrons                   |                      | 2007             | Le Coffre à BD                | non                  |
| Le Vieux Nick et Barbe-Noire | L'Île de la main ouverte                  | Vicq                 | 2007             | Le Coffre à BD                | non                  |
| Bobosse                      | Les Évadés de Trifouillis                 |                      | 2007             | Le Coffre à BD                | oui                  |
| Tif et Tondu                 | Ne tirez pas sur « Hippocampe » !         | Marcel Denis         | 2008             | La Vache qui Médite           | oui                  |

## Périodiques

### Première publication
| Date                            | Série                        | Titre                     | Prépublication                   | Nb. de planches |
| ------------------------------- | ---------------------------- | ------------------------- | -------------------------------- | --------------- |
| 9 février 1956                  | Bobosse                      |                           | Spirou no 930                    | 1 strip         |
| 16 février 1956                 | Bobosse                      |                           | Spirou no 931                    | 1 strip         |
| 23 février 1956                 | Rouquinet                    | Le Mousquetaire           | Risque-Tout no 14                | 4 planches      |
| 8 mars 1956                     | Bobosse                      |                           | Spirou no 934                    | 1 strip         |
| 15 mars 1956                    | Bobosse                      |                           | Spirou no 935                    | 1 strip         |
| 22 mars 1956                    | Bobosse                      |                           | Spirou no 936                    | 1 strip         |
| 29 mars 1956                    | Bobosse                      | Une aventure de Bobosse   | Risque-Tout no 19                | 4 planches      |
| 29 mars 1956                    | Bobosse                      |                           | Spirou no 937                    | 1 strip         |
| 5 avril 1956                    | Bobosse                      |                           | Spirou no 938                    | 1 strip         |
| 12 avril 1956                   | Bobosse                      |                           | Spirou no 939                    | 1 strip         |
| 19 avril 1956                   | Bobosse                      |                           | Spirou no 940                    | 1 strip         |
| 3 mai 1956                      | Bobosse                      |                           | Spirou no 942                    | 1 strip         |
| 17 mai 1956                     | Bobosse                      |                           | Spirou no 944                    | 1 strip         |
| 24 mai 1956                     | Bobosse                      |                           | Spirou no 945                    | 1 strip         |
| 31 mai 1956                     | Bobosse                      |                           | Spirou no 946                    | 1 strip         |
| 7 juin 1956                     | Bobosse                      |                           | Spirou no 947                    | 1 strip         |
| 14 juin 1956                    | Bobosse                      |                           | Spirou no 948                    | 1 strip         |
| 21 juin 1956                    | Bobosse                      |                           | Spirou no 949                    | 1 strip         |
| 28 juin 1956                    | Bobosse                      |                           | Spirou no 950                    | 1 strip         |
| 5 juillet 1956                  | Bobosse                      |                           | Spirou no 951                    | 1 strip         |
| 26 juillet 1956                 | Bobosse                      |                           | Spirou no 954                    | 1 strip         |
| 2 août 1956                     | Bobosse                      |                           | Spirou no 955                    | 1 strip         |
| 30 août 1956 au 17 janvier 1957 | Bobosse                      | La Forêt silencieuse      | Spirou no 959 au Spirou no 979   | 40 planches     |
| 11 juillet 1957                 | Bobosse                      | À la niche                | Spirou no 1004                   | 2 planches      |
| 31 octobre 1957 au 6 mars 1958  | Bobosse                      | Les Évadés de Trifouillis | Spirou no 1020 au Spirou no 1038 | 38 planches     |
| 13 mars 1958 au 31 juillet 1958 | Le Vieux Nick et Barbe-Noire | Pavillons noirs           | Spirou no 1039 au Spirou no 1059 | 44 planches     |

### Republication
| Date                               | Série                        | Titre           | Prépublication                   | Nb. de planches |
| ---------------------------------- | ---------------------------- | --------------- | -------------------------------- | --------------- |
| 4 octobre 1973 au 20 décembre 1973 | Le Vieux Nick et Barbe-Noire | Pavillons noirs | Spirou no 1851 au Spirou no 1862 | 44 planches     |

## Source
- Christian Jasmes, Les archives BDTrésor : spécial Remacle, Montrouge, de Varly, 2013, 62 p. (ISBN 978-2-8228-0019-8), p. 2 à 43